# Марти, Паскаль
Паскаль Марти (фр. Pascal Marti) — французский кинооператор.

## Биография
Паскаль Марти начинал работу в кино в середине 1970-х лет ассистентом оператора. Как оператор-постановщик дебютировал в 1982 году. Работал над фильмами режиссеров Андре Тешине, Патриса Шеро, Клер Дени, Седрика Кана, Кристины Паскаль и Франсуа Озона.
В 2017 году за операторское мастерство в фильме Франсуа Озона «Франц» Паскаль Марти получил французскую национальную кинопремию «Сезар» и был номинирован на премию «Люмьер».
Паскаль Марти является членом Ассоциации французских кинооператоров (AFC, фр. Association Française des directeurs de la photographie Cinématographique).